# Sainte-Rose (illa de la Reunió)
Sainte-Rose és un municipi de l'illa de la Reunió. L'any 2006 tenia 6.664 habitants. Limita amb els municipis de La Plaine-des-Palmistes, Saint-Benoît, Saint-Joseph, Saint-Philippe i Tampon.

## Demografia
| 1968                                       | 1975  | 1982  | 1990  | 1999  | 2006  |
| ------------------------------------------ | ----- | ----- | ----- | ----- | ----- |
| 4.761                                      | 4.850 | 5.265 | 5.761 | 6.545 | 6.664 |
| Des de 1962: població sense dobles comptes |       |       |       |       |       |